# Stazione di Hampstead Heath
La stazione di Hampstead Heath è una stazione ferroviaria posta lungo la North London Line, nel quartiere di Hampstead nel borgo londinese di Camden.

## Movimento
La stazione è servita dalla linea North & West London della London Overground, con treni operati da Arriva Rail London per conto di Transport for London.

## Interscambi
Nelle vicinanze della stazione effettuano fermata alcune linee automobilistiche, gestite da London Buses.
- Fermata autobus